# ビアンカの大冒険 ゴールデン・イーグルを救え!
『ビアンカの大冒険 ゴールデン・イーグルを救え！』（原題：The Rescuers Down Under）は、ディズニー制作のアニメーション映画作品。『ビアンカの大冒険』の続編である。1990年11月16日にアメリカで公開。同時上映は「ミッキーの王子と少年」
ディズニーアニメーションの続編としては異例の質の高さを誇り、前年発表された『リトル・マーメイド』からスタートしたディズニー第二黄金期(ディズニー・ルネサンス)にも含まれる出来とされている。しかしアメリカでの興収は約2700万ドルと不発で、商業的成功を収めた作品には位置づけられていない。ディズニートゥーン・スタジオ製作でなく、ウォルト・ディズニー・フィーチャー・アニメーション制作である数少ない続編映画でもある。

## ストーリー
オーストラリアのアウトバックに住む少年コーディは、密猟者・マクリーチの罠にかかった貴重な鳥、ゴールデン・イーグルのマラフーテを救うが、そのマクリーチに誘拐・監禁されてしまう。彼を救うために救助救援協会はビアンカとバーナードのコンビをオーストラリアに派遣する。　

## 登場人物
登場人物についてはビアンカの大冒険#登場キャラクターも参照
ミス・ビアンカ
本作の主人公。白ネズミ。救助救援協会ハンガリー代表。
バーナード
茶ネズミ。前作では下働きであったが、本作では出世して救助救援協会アメリカ代表になっている。ビアンカにプロポーズしようとしているが、そのたびに邪魔が入る。
コーディ
勇敢な少年。父親を早くに亡くし、母親と二人暮しをしている。罠にかかっているマラフーテを助け、マクリーチに捕らえられる。
ウィルバー
アホウドリ航空の現経営者で、パイロット兼航空機。前作に登場するオービルの弟。ダンスが大好き。
ジェイク
カンガルーネズミ。アウトバックの冒険家ネズミ。ビアンカとバーナードの現地ガイド役を務める。ビアンカに一目ぼれする。
パーシバル・C・マクリーチ
密猟者。後述のゴールデン・イーグルのオスを殺した張本人。ゴールデン・イーグルを捕獲しようと企み、その為にコーディを捕らえる。ワニの大群から逃げた際滝つぼに飲み込まれた。
ジョアンナ
マクリーチのペットのオオトカゲ。食い意地が張っており、卵が大好物。
マラフーテ
コーディから救助されたメスのゴールデン・イーグル。つがいのオスは既に死亡しており、その忘れ形見の卵を育てている。
フランク
マクリーチに捕らえられたエリマキトカゲ。
クレブス
マクリーチに捕らえられたコアラ。
レッド
マクリーチに捕らえられたカンガルー。
ポリー
マクリーチに捕らえられたカモノハシ。
スパーキー
ジェイクの相棒の虫。

## 声の出演
| キャラクター名     | 原語版声優               | 日本語吹き替え |
| ------------------ | ------------------------ | -------------- |
| ビアンカ           | エヴァ・ガボール         | 小原乃梨子     |
| バーナード         | ボブ・ニューハート       | 山田康雄       |
| コーディ           | アダム・ライアン         | 大友大輔       |
| ウィルバー         | ジョン・キャンディ       | 玄田哲章       |
| ジェイク           | トリスタン・ロジャース   | 富山敬         |
| マクリーチ         | ジョージ・C・スコット    | 森山周一郎     |
| 会長               | バーナード・フォックス   | 納谷悟朗       |
| ドクター・マウス   | バーナード・フォックス   | 増岡弘         |
| ファルー           | カーラ・メイヤー         | 亀井芳子       |
| コーディのお母さん | カーラ・メイヤー         | 井上喜久子     |
| フランク           | ウェイン・ロブソン       | 関時男         |
| クレブス           | ダグラス・シール         | 辻村真人       |
| レッド             | ピーター・ファース       | 石塚運昇       |
| ポリー             | ?                        | ?              |
| ナース・マウス     | ルシー・テイラー         | ?              |
| バイトマウス       | ビリー・バーティ         | ?              |
| フランソワ         | エド・ギルバート         | 塚田正昭       |
| ラジオアナウンサー | ピーター・グリーンウッド | 大塚芳忠       |
| 飛行機のキャプテン | ピーター・グリーンウッド | 不明           |
| マラフーテ         | フランク・ウェルカー     | 原語版流用     |
| ジョアンナ         | フランク・ウェルカー     | 原語版流用     |
| スパーキー         | フランク・ウェルカー     | 原語版流用     |
| ツイスター         | フランク・ウェルカー     | 原語版流用     |
| 野ブタ             | フランク・ウェルカー     | 原語版流用     |

## スタッフ
- 製作：トーマス・シューマッカー
- 監督：ヘンデル・ブトイ、マイク・ガブリエル
- 原作：マージェリー・シャープ
- 脚本：ジム・コックス、カレイ・カークパトリック、バイロン・シンプソン、ジョー・ランフト
- 音楽：ブルース・ブロートン